# Corrida Ecológica Brumado a Rio de Contas
A Corrida Ecológica Brumado a Rio de Contas é uma competição ciclística que acontece todo mês de setembro entre as cidades de Brumado e Rio de Contas, na Bahia. A largada é dada na Avenida Centenário, em Brumado, e segue um percurso de 77,7 quilômetros até a cidade vizinha.

## História
A competição começou em 1998, por iniciativa de um jovem da cidade de Brumado. Seu objetivo era reunir amigos para um passeio ciclístico, com foco na observação e reflexão sobre os efeitos negativos que o homem causa ao meio ambiente e nos cuidados com a saúde. A primeira corrida contou com 32 atletas. Segundo o criador do evento, o homem precisa observar e refletir sobre essas causas negativas e nada melhor do que unir o útil ao agradável: o esporte e um lugar onde isso é possível, devido às belas paisagens existentes na região. Hoje, a Corrida Ecológica Brumado a Rio de Contas atrai atletas de vários lugares do País, contando com a participação de mais de 200 competidores, que procuram uma melhor colocação no ranking nacional.

## Perfil da competição
Devido ao grande sucesso, a competição teve sua realização vinculada à Federação Baiana de Ciclismo, a qual passou a organizar e fiscalizar o evento. A Confederação Brasileira de Ciclismo também vinculou o evento à sua grade de competições, daí por diante a corrida ficou conhecida em âmbito nacional.
A partir de 2015, os organizadores passaram a premiar com medalhas todos os competidores e a distribuir sementes para estes a fim de que não se perca o objetivo inicial da corrida, que é a conscientização sobre a preservação do meio ambiente.

### Categorias
| Categorias                     | Premiados                               | Premiação                      |
| ------------------------------ | --------------------------------------- | ------------------------------ |
| Speed Elite                    | 1º ao 5º lugar                          | Troféu mais prêmio em dinheiro |
| Speed Master A (30 a 39 anos)  | 1º ao 5º lugar                          | Troféu mais prêmio em dinheiro |
| Speed Master B (40 a 49 anos)  | 1º ao 5º lugar                          | Troféu mais prêmio em dinheiro |
| Speed Master C (50 A 59 anos)  | 1º ao 5º lugar                          | Troféu mais prêmio em dinheiro |
| Speed Veteranos (60 anos)      | 1º ao 5 º lugar                         | Troféu mais prêmio em dinheiro |
| Speed Feminina                 | 1º ao 5º lugar                          | Troféu mais Prêmio em dinheiro |
| Speed Open                     | 1º ao 5º lugar                          | Troféu mais Prêmio em dinheiro |
| Speed Júnior (até 18 anos)     | 1º ao 5º lugar                          | Troféu mais Prêmio em dinheiro |
| MTB Elite A (35 A 49 anos)     | 1º ao 5º lugar                          | troféu mais prêmio em dinheiro |
| MTB Elite B (acima de 50 anos) | 1° ao 5º lugar                          | Troféu mais prêmio em dinheiro |
| MTB Open                       | 1º ao 5º lugar                          | Troféu mais prêmio em dinheiro |
| MTB Júnior (até 18 anos)       | 1º ao 5º lugar                          | Troféu mais prêmio em dinheiro |
| MTB Feminina                   | 1º ao 5º lugar                          | Toféu mais prêmio em dinheiro  |
| Prêmio Rei da Montanha MTB     |                                         | Troféu mais prêmio em dinheiro |
| Prêmio Rei da Montanha Speed   |                                         | Troféu mais prêmio em dinheiro |
| Metas Volantes MTB             | 1º ao 3º lugar por distância percorrida | Prêmio em dinheiro             |
| Metas Volantes Speed           | 1º ao 3º lugar por distância percorrida | Prêmio em dinheiro             |